# 塞爾希
塞爾希（羅馬化：Serhii，發音：[serˈɦʲii̯] ⓘ）是乌克兰语男性名字之一，源自古罗马名塞尔吉乌斯 。
- 谢尔盖·格拉德尔（塞爾希·赫拉德爾；1988年出生），职业篮球运动员
- 谢尔盖·科尔孙斯基（塞爾希·科爾孫斯基；1962年出生），烏克蘭駐日本大使
- 谢尔盖·基斯利察 （塞爾希·基斯利察；1969年出生），烏克蘭外交部副部長
- 谢尔盖·普洛希（塞爾希·普洛希；1968年出生），历史学家
- 謝爾蓋·斯塔霍夫斯基（塞爾希·斯塔霍夫斯基；1986年出生），职业网球运动员